# 정만원
정만원(鄭萬源, 1952년 10월 5일 - )은 SK그룹 부회장이다. 본관은 동래.

## 생애
정만원은 1977년 행정고시에 합격하여 1993년까지 산업자원부에서 근무하였다. 이후 선경그룹에 입사하였고, SK네트웍스 사장과 SK텔레콤 CEO를 거쳐 현재는 SK그룹 부회장이다. 저서로는 "정만원을 읽으면 e-Business가 보인다" 등이 있다.

## 약력
- 1976년, 공인회계사 합격
- 1977년, 연세대학교 경영학과 졸업
- 1977년, 21회 행정고시 수석
- 1978년, 문교부(현 교육부) 사무관
- 1986년, 뉴욕대학교대학원 경영학 석사
- 1993년, 통상산업부(현 산자부) 구주통상과장
- 1999년, SK(주) 복합네트워크 담당 상무,
- 2003년, SK네트웍스 사장
- 2009년, SK텔레콤 사장
- 2009년, 매경이코노미 선정 올해의 CEO
- 2011년, SK그룹 부회장